# 2776 Байкал
2776 Байкал (2776 Baikal) — астероїд головного поясу, відкритий 25 вересня 1976 року.
Тіссеранів параметр щодо Юпітера — 3,521.